# Chiloscyllium indicum
Chiloscyllium indicum är en hajart som först beskrevs av Gmelin 1789.  Chiloscyllium indicum ingår i släktet Chiloscyllium och familjen Hemiscylliidae. IUCN kategoriserar arten globalt som nära hotad. Inga underarter finns listade i Catalogue of Life.